# Gare de Frontenay-Rohan-Rohan
La gare de Frontenay-Rohan-Rohan, dite aussi gare de Frontenay-Rohan, est une gare ferroviaire française, fermée, de la ligne de Saint-Benoît à La Rochelle-Ville. Elle est située en limite nord-est du bourg centre de la commune de Frontenay-Rohan-Rohan, dans le département des Deux-Sèvres, en région Nouvelle-Aquitaine.

## Situation ferroviaire
Établie à 14 mètres d'altitude, la « gare de Frontenay-Rohan » est située au point kilométrique (PK) 82,807 de la ligne de Saint-Benoît à La Rochelle-Ville, entre les gares ouvertes de Niort, s'intercale la gare fermée de Saint-Symphorien, et de Prin-Deyrançon, s'intercale la gare fermée d'Épannes.

## Histoire
La station de « Fontenay-Rohan » est mise en service la 7 septembre 1857, par la Compagnie du chemin de fer de Paris à Orléans (PO) lorsqu'elle ouvre à l'exploitation le deuxième tronçon, de Niort à La Rochelle de sa ligne de Poitiers à La Rochelle et Rochefort.

## Patrimoine ferroviaire
Sur le site de la gare, les bâtiments ont disparu. Seuls subsistent la cour de la gare et les arbres qui la bordent.